# 川藏铁路
川藏铁路是中华人民共和国一条部分在建的铁路，纳入了中华人民共和国铁道部编制的《全国铁路网中长期规划调整方案》。根据规划，川藏铁路起于四川省成都市，经雅安市、甘孜藏族自治州后进入西藏自治区昌都市、林芝市，最终到达拉萨市，全长1932.9公里。预计2032年全线贯通。
川藏铁路将按中国国家Ⅰ级电气化铁路标准建设，全线为双线，成都至朝阳湖段设计时速200km/h，为客运专线；朝阳湖至雅安段设计时速160km/h，客货双行。
川藏铁路可以稱之為高鐵登山的一條路線，從四川盆地上到世界屋脊青藏高原。沿途包括了成都至康定铁路、康定至林芝铁路、拉萨至林芝铁路，横跨川西高原、横断山脉、青藏高原东缘、大渡河、雅砻江、金沙江以及雅鲁藏布江等，地质情况十分复杂，多年冻土、滑坡、多地震等地质灾害严重。
川藏鐵路是中国铁路建设史上修建难度最高的铁路，也是中国铁路隧道占比最高路线，连续30km以上的隧道超过5座，该线对于中国西部发展、中国国防建设、促进川西及西藏地区经济建设都有举足轻重的作用。
川藏铁路是第一批交通强国“十四五”重点项目之一。

## 修建前后经过

### 清末时代
在清代四川进藏主要有“商道”和“官道”两条。“商道”从今四川西北的甘孜县出发，经德格县至西藏昌都卡若区（察木多），“官道”则从南部的康定县出发，经巴塘县和理塘县入昌都察木多。1876年英国通过《烟台条约》的《另立专条》取得由川入藏探访路程的权利。接着在1897年2月英国在取得滇缅铁路修筑权后曾在《滇缅铁路报告》一文中称在之后修筑铁路还要从印度修到达物产丰富的四川以及中国的东部，在将来滇缅铁路延伸到四川后与川汉铁路相接，并一直延续到上海。
1897年5月6日香港《循环日报》刊载了一篇英国将要修筑川藏铁路的新闻，英方欲从印度北部修筑铁路穿过锡金到达西藏境内，但英方并未提出川藏铁路具体走向。之后在1903年至1904年间英国发动了对西藏的第二次侵略战争，以西藏的战败双方签订了《拉萨条约》。《条约》第九条将西藏的铁路、电线、矿产等多项权力全部给予英方享受。在英国独占西藏铁路权后，紧接着的1905年1月英国派人给四川总督岑春煊修建川藏铁路的去函，函中拟定川藏铁路走向为以驻藏大臣的拉萨驻地为起点，横穿四川经康定后到成都。与此同时出于平衡与中亚地区竞争的俄罗斯帝国利益为目的，双方利益于1907年8月签订了《英俄条约》，英国在藏的特殊利益得到俄国的承认，但至英国却丧失独自建设川藏铁路的特权。
来自西藏的驻藏大臣以及邻省的四川总督对西藏形势有更敏锐的察觉。自1895年调任四川总督的鹿传霖曾对英国在藏的举动引起警觉，他曾向清政府递交《密陈西藏情形可虑》折，在奏折中分析了诸涉藏势力和西藏的形势，希望清廷多加关注。川藏的形势也引起了当时的革命人士的关注，在1899年孙中山编制的《支那现势地图》中便规划了川藏铁路走向，从成都出发，经双流、新津、邛崃、名山后至雅安，再经荥经、荥经清溪镇至康定，后经理塘和巴塘入西藏境。1906年5月，时任四川总督的锡良和驻藏大臣有泰上奏朝廷希望修建从拉萨起、昌都、巴塘至康定后经雅安至成都的单线铁路，并认为除加强国防还可发展商业。最后一任驻藏大臣联豫则提出了川藏铁路走向另一个更为详细的方案，他从节省经费降低施工难度出发，提议大致沿康定以北的“商道”路线入藏。
1910年4月清政府在“固川保藏”思想下决定在川藏间修建为军事服务的轻便铁路，等到以后商业矿业发展了起来再重新修建，但在一年后因辛亥革命的爆发而中断。

### 民国时代
民国初年面临着严重的边患和统一危机。1912年8月27日孙中山与袁世凯讨论边患时，孙中山指出最重要的原因便是交通不畅，致使人员隔阂，川藏铁路修建的提议因此也呼之欲出。孙认为铁路的修建关乎国家的统一安危。在其《实业计划》中川藏铁路被纳入国家“高原铁路系统”中。根据入藏传统，孙中山完善了路线构思，一条由拉萨连接成都的“北线”：拉萨出经墨竹工卡一路到昌都的卡若和江达，东北向到四川的巴戎，沿雅砻江到甘孜，再经大小金川，最后经都江堰市来到成都。另一条由成都连接芒康的“南线”：南出成都到雅安，经天全到康定，一路向西经理塘、巴塘到西藏的芒康。孙中山十分看重交通建设对带动国家发展的作用，认为西藏“金产丰富”“以宝藏之名”，是因为“铁路未能建造，遂令货弃于地”，所以在规划线路时孙中山将川藏铁路与西藏内部铁路以及西南铁路实行互联。

### 現代
川藏鐵路（雅安至林芝段）2020年11月8日前期控制性工程開工建設，2021年12月13日正式全線開工建設，川藏鐵路連接四川成都和西藏拉薩，是繼青藏鐵路之後第二条进藏铁路，也是中長期鐵路網規劃的「八縱八橫」國家幹線鐵路上海至拉薩快速通道的重要組成部分。中共中央總書記、國家主席、中央軍委主席習近平作重要指示時指出：“建設川藏鐵路是貫徹落實新時代黨的治藏方略的一項重大舉措，對維護國家統一、促進民族團結、鞏固邊疆穩定，對推動西部地區特別是川藏兩省區經濟社會發展，具有十分重要的意義。”

## 线路描述
雅安康定段、康定林芝段修建前，川藏铁路副总体设计负责人夏烈在2018年初发表的一篇论文中对建设方案进行了比较，做出结论：“川藏铁路地形起伏剧烈、地形困难、地质复杂、长大隧道众多、车站设置条件差，远期增建二线极为困难，有必要按一次性双线铁路建设。同时，鉴于川藏铁路交通廊道的重要性，宜按高标准200km/h动车进藏考虑。24‰限坡方案投资虽然较多，但安全性高、运营维护成本低、运输组织灵活，本文暂推荐采用24‰方案。”

### 引入成都枢纽天府至朝阳湖段
川藏铁路引入成都枢纽天府至朝阳湖段是川藏铁路通道的重要组成部分，对于充分发挥川藏铁路国家战略大通道功能，保障川藏铁路建设物资供应，提升成都铁路主枢纽能力具有重要意义。线路起于在建成自铁路天府站，经四川天府新区，成都双流区、新津区，眉山市彭山区，成都市邛崃市、蒲江县，止于既有成雅铁路朝阳湖站。项目新建正线（双线）80.281km，同时设有与成昆铁路普兴站上行联络线4.656km、下行联络线4.776km，与成昆铁路昆明方向上行联络线2.071km。项目为国铁I级铁路，客货共线，电力牵引，正线设计行车速度160km/h，有砟轨道；全线桥梁64.38km/55座（特大桥梁57.63km/25座、大中桥梁6.75km/30座）、隧道2.95km/6座（均为中短隧道）、车站4座（新建新津南、寿安和蒲江站，改建普兴站），线路所3座，不包括牵引变动所等涉及电磁影响的建设内容。项目建设总投资预计126.2亿元，其中环保投资约为3.6亿元。预计将于2025年内建成。
2022年6月30日，国铁集团联合四川省政府批复川藏铁路引入成都枢纽天府至朝阳湖段可行性研究报告。9月12日，四川省生态环境厅批复项目环境影响报告书。9月，国铁集团联合四川省人民政府批复项目初步设计。12月1日，工程开工建设。

### 成都至雅安段
成雅铁路朝阳湖至雅安段与成蒲铁路将共同组成成雅铁路客运通道。
川藏铁路成都至雅安段即成雅铁路，全长94公里，由成都枢纽成都西站引出，至蒲江站这一段为成蒲铁路。在朝阳湖站连接川藏铁路成雅段，经名山至雅安市雨城区的雅安站，长41.48公里，电气化，国铁I级，成都至朝阳湖段设计时速200km/h，朝阳湖至雅安段为双线、设计速度160km/h。工程已于2010年11月10日开工建设。雅安市金鸡关山的金鸡关1号隧道是川藏铁路出成都平原后的第一座隧道，全长480米，2015年9月26日完工。2018年8月7日成雅铁路单线长钢轨铺通，计划在8月20日实现双线铺通。
成雅铁路于2018年12月28日开通；2019年1月5日0时起，全国铁路将实施新的列车运行图，其中新增成都至雅安铁路安排动车组列车日常线10对、周末线3对、高峰线2对。

### 雅安至林芝段
川藏铁路雅安至林芝段全长1019公里，其中西藏段540公里、四川段479公里。由成雅铁路雅安站引出，至拉林铁路林芝站。线路为国铁I级双线电气化干线铁路，设计时速120-200km/h，设站26座，最小曲线半径一般3000米，困难地段2800米，最大坡度30‰。雅安至林芝段经过四川盆地、川西高山峡谷区、川西高原区、藏东横断山区和藏南谷底区，海拔高差超过4000米，桥隧总长度达到958公里，桥隧比为95%。雅林段计划新建隧道72座，总长度838公里，其中最长的为位于林芝波密的易贡隧道，长42.5公里。线路计划投资3198亿元人民币，全部由中央人民政府出资。
2020年9月29日，川藏铁路雅安至林芝段可研报告获中共中央、国务院批准。
2020年11月8日，川藏铁路雅安至林芝段开工动员大会在北京、川藏铁路控制性工程色季拉山隧道和大渡河特大桥三地以视频连线的方式同时进行。中共中央总书记习近平和国务院总理李克强分别作出指示和批示，中共中央政治局委员、国务院副总理刘鹤宣布该段开工建设。
2021年12月13日和14日，川藏鐵路四川段和西藏段的全線建設現場推進會分別在甘孜州康定市和昌都市舉行，川藏鐵路進入全線開工建設階段，计划于2032年完工。

### 林芝至拉萨段
川藏铁路林芝至拉萨段即拉林铁路，全长435公里，从拉日铁路协荣站引出，目前为单线电气化，计划于2025年前启动复线扩能改造并与雅林段同步完成。建设中同步对拉日铁路拉萨至协荣段32公里进行电气化改造。拉林铁路设计速度160km/h，于2010年4月进入预可行性研究阶段，2014年10月获国家发改委批复，于2014年12月19日开展控制性工程建设，并于2015年6月28日全面开工建设。2017年11月28日路基主体工程完成。2019年9月2日，川藏铁路林芝至拉萨段铺轨进行到泽当站。2020年4月7日，拉林铁路全线所有隧道贯通。2020年7月4日，16座跨雅鲁藏布江大桥全部架设完成。2020年9月20日，拉林铁路铺轨至藏木大桥。2020年10月19日，拉林铁路铺轨至达嘎拉隧道，全线铺轨任务完成59.65%。2020年12月31日，拉林铁路铺轨完成。2021年4月1日，全线轨道焊接完成，进入静态验收阶段，2021年6月25日建成通车。
拉林铁路在修建过程中为考虑到沿线农牧民出行，全线将新建34个车站。